# 河溜镇
河溜镇，是中华人民共和国安徽省蚌埠市怀远县下辖的一个乡镇级行政单位。

## 行政区划
河溜镇下辖以下地区：
河溜村、莲花村、康郢村、余大郢村、唐店村、傅圩村、葛圩村、罗新庄村、街西村、枣林村、贡集村、劳庙村、葛山村、褚庙村、倪桥村、永济村、祠堂村、毛园村、大成村和杨湖村。